# Інформаційна система управління освітою
Інформаційна система управління освітою (ІСУО, isuo.org) — вебсервіс, інтернет-портал, онлайн база даних, програмний комплекс, інформаційна система консолідації даних з дошкільних і загальноосвітніх навчальних закладів України.

## Можливості
ІСУО генерує обов'язкові форми звітності ЗНЗ-1, 76-РВК, 77-РВК, 83-РВК, Д-4, Д-5, Д-6, Д-7, Д-8, затверджені діючим законодавством, і пересилає їх електронні версії згідно підпорядкованості. Дозволяє здійснювати пошук інформації. Полегшує вибірку необхідних даних і складання користувацьких звітів. Має надійні алгоритми захисту інформації від несанкціонованого використання. Кожен регіон України має власне доменне ім’я і, відповідно, власну Систему управління освітою регіону. Склад і функціонал може доповнюватися і нарощуватися в залежності від завдань і потреб.

## Статистика
Станом на 28 лютого 2018 року до системи підключено:
- 12011 дошкільних навчальних закладів
- 17590 загальноосвітніх навчальних закладів
- 1275 органів управління освітою